# Medicorophium affine
Medicorophium affine is een vlokreeftensoort uit de familie van de Corophiidae. De wetenschappelijke naam van de soort is voor het eerst geldig gepubliceerd in 1859 door Bruzelius.